# نوگالس (شیلی)
نوگالس (به اسپانیایی: Nogales) یک شهرستان در شیلی است که در کیوتا واقع شده‌است. نوگالس ۴۰۵٫۲ کیلومتر مربع مساحت و ۲۱٬۸۵۶ نفر جمعیت دارد و ۲۱۵ متر بالاتر از سطح دریا واقع شده‌است.